# Hieracium pallescentifrons
Hieracium pallescentifrons là một loài thực vật có hoa trong họ Cúc. Loài này được Maly & Zahn mô tả khoa học đầu tiên năm 1925.